# Gern hab’ ich die Frauen gekillt
Gern hab' ich die Frauen gekillt (br.: Mercenários do crime / Folia sanguinária) é um filme de ação em estilo paródico de produção austríaca, francesa e italiana de 1966, dirigido por Alberto Cardone, Robert Lynn, Sheldon Reynolds e Louis Soulanes. O filme teve um segmento realizado no Rio de Janeiro, com a participação dos atores brasileiros José Lewgoy, Fregolente e Eliezer Gomes.

## Sinopses e elenco

### História moldura

#### Elenco
- Peter Vogel...Wendt, o foragido
- Richard Münch...Professor Alden

#### Sinopse
Um professor está em sua casa à noite quando sofre a invasão de um homem foragido suspeito de praticar assassinatos em série contra mulheres. Enquanto o assassino espera raiar o dia para fugir, o professor, mantido como refém,  lhe conta três histórias policiais, tentando convencer seu captor que o crime não compensa:

### 1ª Segmento

#### Elenco
- Stewart Granger...David Porter
- Pascale Petit...Lotty
- Walter Giller...Karl
- Johanna Matz...Monique Carrar
- Herbert Fux...gângster

#### Sinopse
Em Viena, o detetive David Porter descansa em casa à noite quando recebe a visita de uma mulher que lhe diz que o irmão jornalista fora morto ao investigar a identidade de um traficante de drogas. Porter não quer o caso mas acaba aceitando após se convencer de que a moça corre perigo.

### 2º segmento

#### Elenco
- Pierre Brice...Agente Brice
- Margaret Lee...Agente Linda
- Fortunato Arena...Motorista de Táxi
- Carla Calò...líder da quadrilha (creditada como Carrol Brown)
- Pietro Ceccarelli...gângster
- Luciano Pigozzi...Ivan

#### Sinopse
Em Roma, o agente secreto Brice recebe instruções para pegar um envelope com documentos e levá-lo ao quartel-general de uma organização secreta. No caminho, ele é sequestrado por uma quadrilha de espiões e levado a um esconderijo, onde se encontra com uma mulher chamada Linda que também está cativa. Usando de seus truques, Brice consegue fugir trazendo consigo a mulher, sem saber que ela é também uma espiã inimiga.

### 3º Segmento

#### Elenco
- Lex Barker...Glenn Cassidy
- Karin Dor...Denise
- Klaus Kinski...Gomez
- Agnès Spaak...Nelly Small
- Carmen Cervera...Joana (creditada como Tita Barker)
- Allen Pinson...Ray Runner (creditado como Alan Pinson)
- Roberto Miali...Pestana (creditado cmo Jerry Wilson)
- Fregolente...Harry Brenton (creditado como Ambrósio Fregolente)
- José Lewgoy...Presidente Santana (não creditado)
- Eliezer Gomes...homem no frigorífico (não creditado)

#### Sinopse
Em São Francisco (Califórnia), o detetive particular e grande bebedor de uísque Glenn Cassidy investiga um múltiplo assassinato de mulheres que trabalhavam numa boate local. Ele descobre que o assassino foi contratado para praticar um atentado contra o presidente do Brasil. Glenn convence seu chefe, Brenton, que poderia ser bom para a reputação da agência de detetives impedir esse crime político e viaja para o Rio de Janeiro, que está na época do Carnaval, assumindo a identidade do assassino.

## Ligações externos
- Gern hab’ ich die Frauen gekillt. no IMDb.